# 陳哲藝
陳哲藝（英語：Anthony Chen，1984年4月18日—）是新加坡電影導演和編劇。他的首部長片《爸媽不在家》，獲得2013年第66屆坎城影展金攝影機獎、第50屆金馬獎最佳新導演獎、最佳原著劇本獎和最佳剧情片獎。《爸妈不在家》在東西方影壇皆備受矚目，並獲得多個影展及電影獎項肯定，陳哲藝亦成為2013年度最炙手可熱的電影人，更位列好萊塢頂級雜誌《VARIETY》所推選的“年度全球最值得關注的10位導演”。陳哲藝於2023年擔任第60屆金馬獎決選評審委員。

## 編導作品

### 短片
- 2005 《G-23》導演／編劇
- 2007 《阿嬤》（英語：Ah Ma）導演／編劇
- 2008 《霧》（英語：Haze）導演／編劇
- 2009 《距離》（英語：Distance）導演
- 2010 《66號旅社》（英語：Hotel 66）導演／編劇
- 2010 《燈塔》（英語：Lighthouse）導演／編劇
- 2011 《回家過年》（英語：The Reunion Dinner）導演／編劇
- 2012 《我是男子漢》導演／編劇
- 2012 《加龍古尼》（英語：Karung Guni）導演／編劇
- 2016 《謝謝愛電影的你（第53屆金馬獎形象短片）》導演／編劇
- 2021 《永恆風暴之年-隔愛》（英語：The Year of the Everlasting Storm-The Break Away）導演／編劇／監製
- 2022 《流雲過》（英語：A Passing Cloud）監製
- 2023 《湖畔黑匣子》（英語：Eclipse）監製
- 2023 《The Cigarette》導演
- 2024 《鏡中人》（英語：Reflection）導演／編劇
- 2025 《日落公园》（英語：Sunset Park）導演

### 電影
- 2013 《爸媽不在家》（英語：Ilo Ilo）導演／編劇／監製
- 2015 《再見，在也不見》（英語：Distance）監製／編劇
- 2017 《大笨象》（英語：Pop Aye）監製
- 2019 《熱帶雨》（英語：Wet Season）導演／編劇／監製
- 2021 《宇宙風》（英語：A Better Tomorrow）監製
- 2022 《模範生阿諾德》（英語：Arnold is a Model Student）監製
- 2022 《花路阿朱媽》（英語：Ajoomma）監製
- 2023 《漂流人生》（英語：Drift）導演
- 2023 《燃冬》（英語：The Breaking Ice）導演／編劇
- 待定 《我们都是陌生人》（英語：We Are All Strangers）導演／編劇
- 待定 《秘密的女兒》（英語：Secret Daughter）導演

## 獎項

### 得獎
- 2007年：第60届坎城影展电影基石和短片单元－最佳短片特别提及奖－《阿嬷》
- 2013年：第66届坎城影展金摄影机奖－《爸妈不在家》
- 2013年：第50屆金馬獎最佳新導演獎、最佳原著劇本獎、最佳劇情片－《爸媽不在家》
- 2019年：第3届平遙國際電影節费穆荣誉·最佳影片－《熱帶雨》

### 入圍
- 2007年：第60届坎城影展电影基石和短片单元－短片金棕榈奖－《阿嬷》
- 2008年：第58届柏林影展金熊奖－最佳短片－《Haze》
- 2013年：第56屆亞太影展最佳編劇獎、最佳劇情片－《爸媽不在家》

## 外部連結
- 陳哲藝的新浪微博
- 陳哲藝在互联网电影资料库（IMDb）上的資料（英文）（英文）
- 在AllMovie上陳哲藝的頁面（英文）
- 陳哲藝在豆瓣上的资料（简体中文）
- 陳哲藝在时光网上的簡介（简体中文）
- 獲金馬提名 星國導演認意義重大, 中央廣播電臺 Radio Taiwan International, 2013/11/23
- 陈哲艺自称魔鬼导演-不满陈天文表现发飙，xinmsn，24 August 2013。